# James Armstrong (luchador)
James Michael "Jim" Armstrong (Nueva Gales del Sur, Australia, 14 de julio de 1917-8 de julio de 1981) fue un deportista australiano especialista en lucha libre olímpica donde llegó a ser medallista de bronce olímpico en Londres 1948.

## Carrera deportiva
En los Juegos Olímpicos de 1948 celebrados en Londres ganó la medalla de bronce en lucha libre olímpica estilo peso pesado, tras el húngaro Gyula Bóbis (oro) y el sueco Bertil Antonsson (plata).